# Quars d'impacte
El quars d'impacte (de l'anglès shocked quartz) és una forma de quars amb una estructura microscòpica diferent de la del quars normal. Sota pressions intenses (però temperatures limitades), l'estructura cristal·lina del quars es deforma en plans dins del cristall. Aquests plans, que apareixen en forma de línies, observats sota el microscopi, reben el nom de trets de deformació planar (en anglès: PDF's: planar deformation features), o lamel·les de xoc. El quars d'impacte es troba habitualment als cràters d'impacte i sovint s'associat amb els polimorfs de sílice d'alta pressió: coesita i stishovita.

## Descobriment

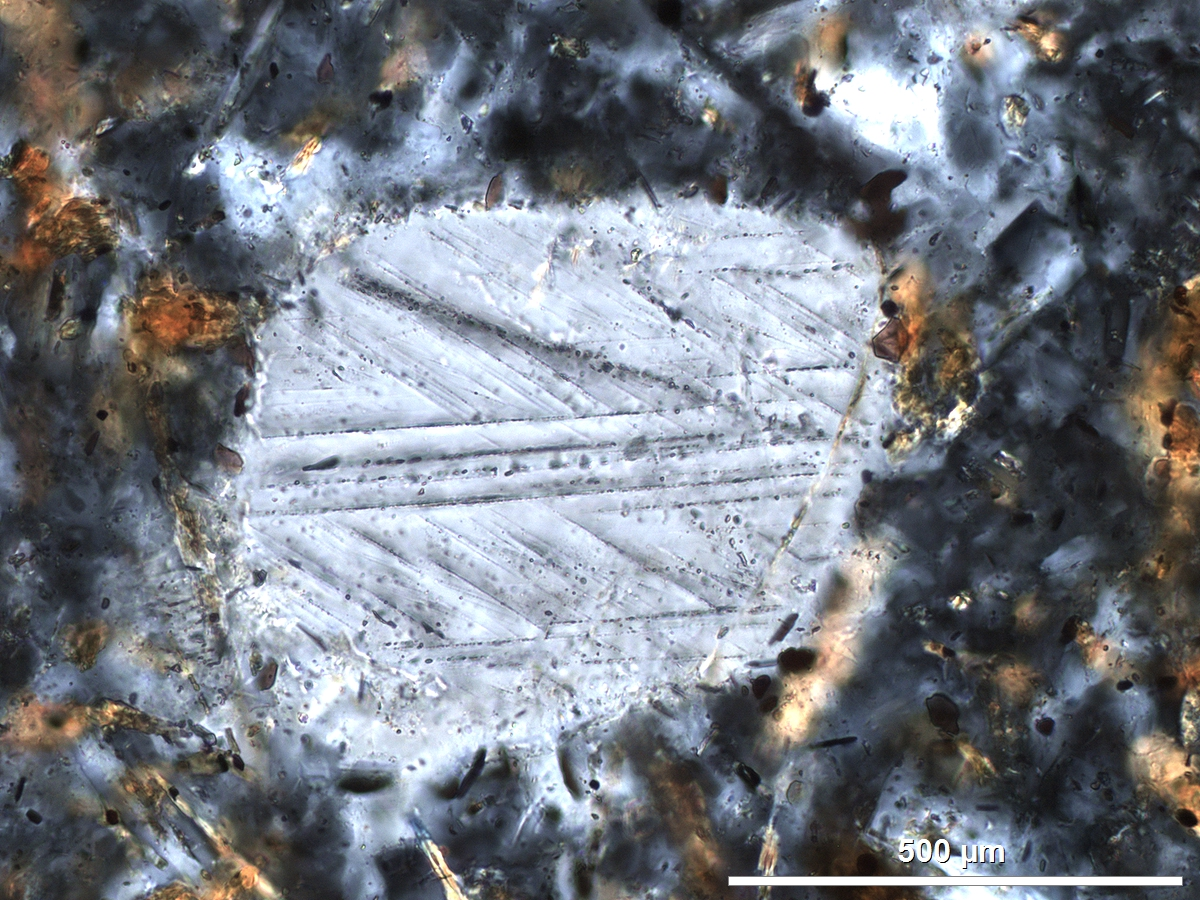
Gra de quars impactat amb trets de deformació planars (PDF) en tres direccions en una roca procedent del cràter de Bovtix, Ucraïna

El quars deformat fou descobert després de proves subterrànies d'armament nuclear, que produïren les pressions intenses necessàries per a la formació de quars deformat. Eugene Shoemaker demostrà que també es troba quars deformat dins de cràters creats per un impacte meteòric, com ara el cràter de Barringer. La presència de quars deformat demostra que aquests cràters foren formats per un impacte; un volcà no hi generaria la pressió necessària.
El quars d'impacte té una varietat de dipòsits en diferents entorns i una varietat de propietats que ajuden els geòlegs a determinar les condicions presents durant la seva formació. La presència de quars d'impacte no hauria de ser un signe definitiu d'impactes de meteorits, però s'utilitza com a eina per demostrar que una zona de la Terra ha patit impactes extraterrestres o períodes d'explositat alta en el passat.

## Causes, formació i característiques

### Causes
- Impactes de meteorits
- Col·lisions interplanetàries
- Explosions nuclears
- Zones de falla d'alt impacte (teoritzades)

### Formació
- Alta pressió/deformació extrema (més de 40 kbar)
- Baixa Temperatura (per sota de 600 oC)
- Baix contingut d'aigua (es produeix un augment del punt de fusió)

### Característiques
- Les característiques planars (PF) són fissures microscòpicament fines espaiades i separades al voltant de 20 micres.
- A majors temperatures i pressions predominen els trets de deformació planars (PDF) i de mosaïc.
- Els trets de deformació planars són zones microscòpiques i paral·leles dins del cristall de quars, separades entre 2 i 10 micres i estan disposades de manera específica amb orientacions cristal·logràfiques seguint la pressió de xoc.
- El mosaïc és l'expansió, induïda per xoc, del volum de cristall que dona lloc al desenvolupament de múltiples cristalls o grans dins del mateix cristall original.
- Totes aquestes característiques es poden visualitzar amb microscopis de feix d'electrons i amb la tomografia que utilitza llum polaritzada creuada per a observar petits detalls.[5]

## El quars d'impacte i la teoria de l'extinció del Cretaci-Paleògen
El quars d'impacte s'ha trobat a diferents àrees del planeta i només es produeix per l'impacte dels cossos extraterrestres. Els investigadors han descobert els grumolls de quars d'impacte en el límit de les capes geològiques que determinen el període cretàci/terciari en vuit fosses (al nord del Pacífic, Nova Zelanda, sud de la península Ibèrica, Montana d'Amèrica del Nord, i dues a Dinamarca i dues en el sud d'Itàlia). Aquests descobriments confirmarien la teoria de Luis Alvarez que inferia que, cap a la fí del cretàci, un gran meteorit o asteroide va impactar a la Terra formant una capa de pols que va envoltar tot el planeta i va dificultar el pas de la llum del Sol. Això va provocar la destrucció total d'animals i plantes. Segons aquest descobriment, en tots els límits cretàcic-terciari amb iridi ha d'existir un quars d'impacte. La primera dada a favor de l'impacte dels asteroides va ser la proporció d'iridis convencionals trobada en els límits del cretàci/terciari. S'ha trobat quars d'impacte en zones amb elevades concentracions d'iridi cosa que ha donat força a questa teoria i ha ajudat a superar la teoria del vulcanisme,que sostenia que la desaparició d'animals va ser conseqüència d'una gran activitat volcànica.

## Discussió científica
Des de fa dècades, els geòlegs especialitzats en l'estudi dels cràters d'impacte dels meteorits, s'han basat en una prova aparentment infal·lible per a distingir una estructura d'impacte, apuntant que si es poden trobar minerals metamorfosats per xoc, especialment quars, aleshores l'estructura és clarament el producte d'un impacte extraterrestre contundent, perquè no hi ha cap altre procés, fins ara conegut, que pugui aconseguir les pressions necessàries per a alterar el quars en aquesta forma d'alta pressió. Alguns geòlegs, recentment, han desafiat aquest cànon demostrant que, en les circumstàncies adequades, els llamps ordinaris generats per tempestes també poden produir làmines de quars d'impacte. Presenten un model que mostra que les pressions a les fulgurites de roca poden superar els 7 GPa (1 GPa = 1.000.000.000 Pa), entrant en el mateix rang on es podria esperar que es produeixin trets de deformació planars al quars. Les temperatures poden arribar simultàniament als 2.000 K, igualant també les temperatures estimades per als impactes. El quars d'impacte real, però, només s'observa en les poques micres exteriors del granit fos, que es refreda ràpidament per sota dels 1.200 °C per l'evaporació de l'aigua i la radiació de la superfície.